# Zalug
Zalug (Servisch cyrillisch Залуг) is een plaats in de Servische gemeente Prijepolje. De plaats telt 1047 inwoners (2002).